# Landschaftsschutzgebiet Schormecketal

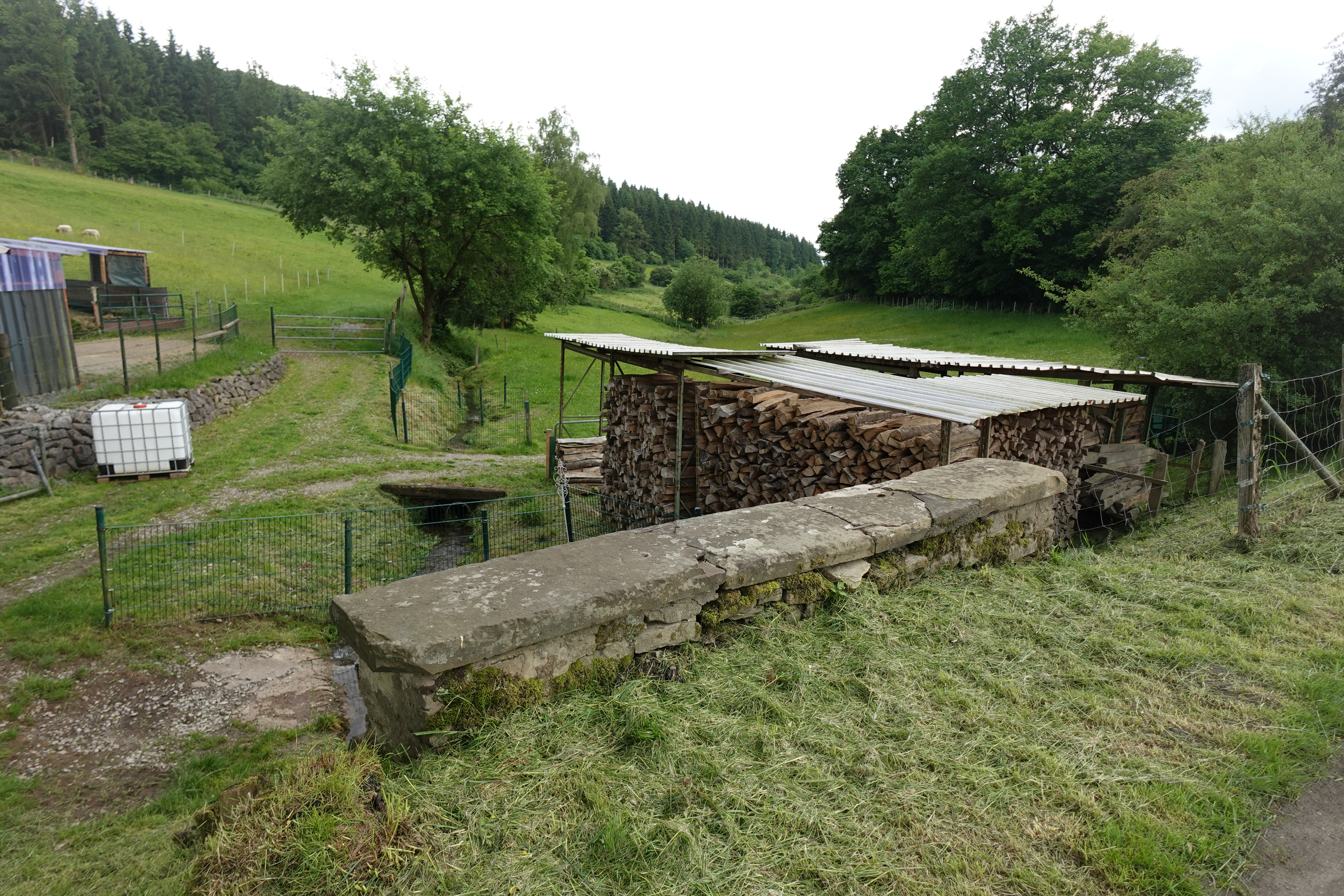
Landschaftsschutzgebiet Schormecketal

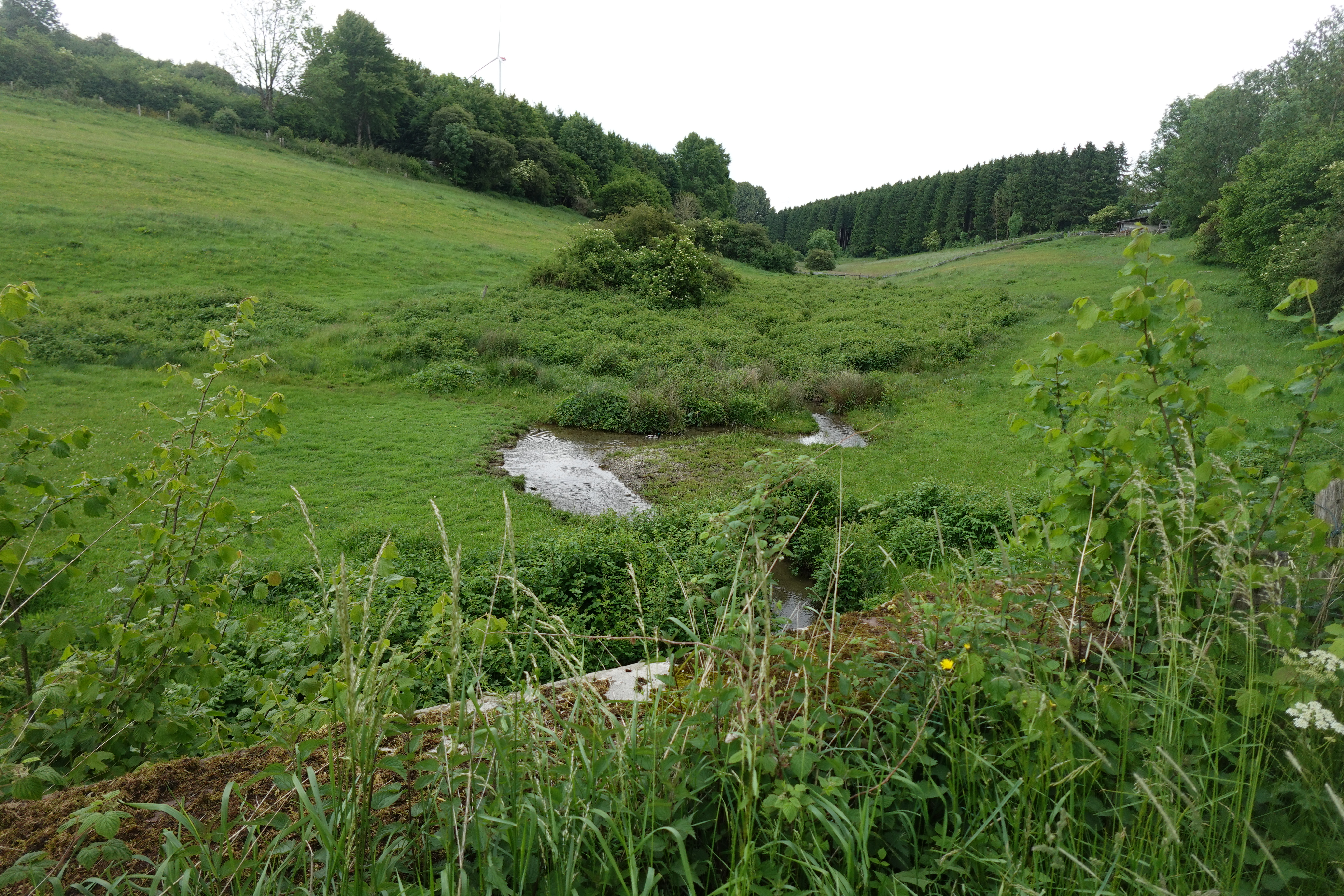
Westteilfläche

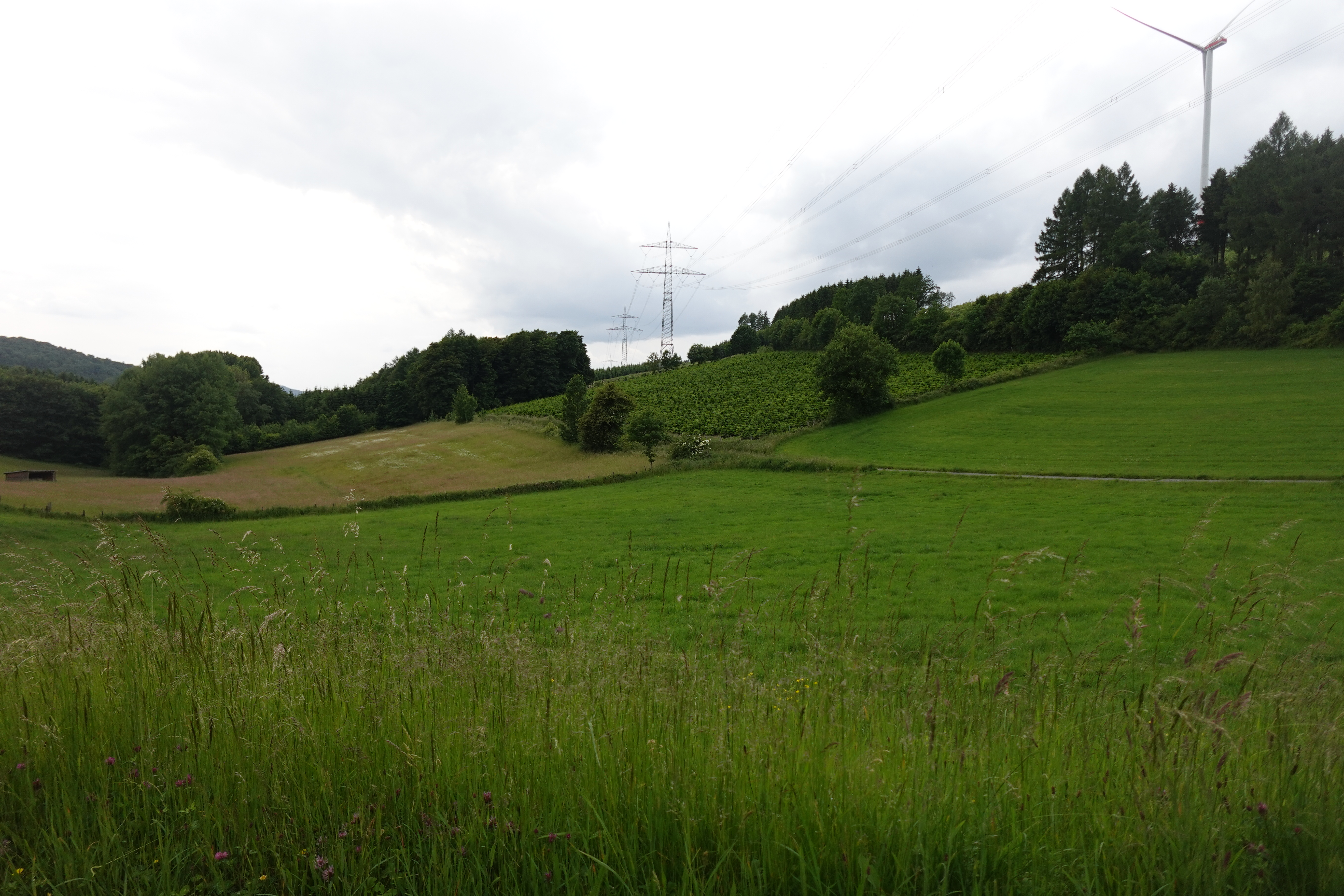
Ostteilfläche

Das Landschaftsschutzgebiet Schormecketal mit 16 ha Größe liegt nordwestlich von Antfeld bzw. östlich der B 480 im Stadtgebiet von Olsberg. Das Gebiet wurde 2004 mit dem Landschaftsplan Olsberg durch den Kreistag des Hochsauerlandkreises als Landschaftsschutzgebiet (LSG) ausgewiesen. Das LSG besteht aus zwei Teilflächen. Das LSG ist umgeben vom Landschaftsschutzgebiet Olsberg.

## Beschreibung
Zum LSG gehören zwei Teilflächen. Es handelt sich um Talbereiche des Baches Schormecke mit dem Quellbereich. Der Bachlauf der Schormecke ist teilweise naturnah ausgebildet und maximal 3 Meter breit. Die Schormecke ist streckenweise von einem Ufergehölz begleitet. Es handelt sich um ein tief eingeschnittenes Grünlandtal mit Weidenutzung. Die Weiden sind Sträuchern und Einzelbäumen durchsetzt. Auf den Talhängen stehen örtlich Hecken. Die höher gelegenen Hangzonen im angrenzenden Landschaftsschutzgebiet Olsberg sind häufig als Weihnachtsbaumkulturen umgenutzt worden.
Das Biotopkataster Nordrhein-Westfalen vom Landesamt für Natur, Umwelt und Verbraucherschutz Nordrhein-Westfalen führt das Gebiet als Tal der Schormecke (BK-HSK-00039) mit 41,05 ha Flächengröße, wobei ungefähr ein Drittel im Gemeindegebiet von Bestwig liegt. Das Kataster dokumentiert zum Wert: „Das strukturreiche Weidegrünland mit Einzelgehölzen und der mittlere, naturnahe Bachabschnitt mit einem Weidenufergehölz sind die herausragenden Merkmale des Gebietes.“ Das Biotopkataster führt die Tierarten Dunkers Quellschnecke und Landkärtchen auf. Laut Biotopkataster sind die Quellbiotope durch Eutrophierung beeinträchtigt und ohne typische Quellvegetation.

## Schutzzweck
Die Ausweisung erfolgte zur Erhaltung, Ergänzung und Optimierung eines Grünlandbiotop-Verbundsystems, insbesondere mit den Naturschutzgebiet-Ausweisungen im Grünland. Dadurch sollen Tiere und Pflanzen Wanderungs- und Ausbreitungsmöglichkeiten behalten.

## Rechtliches
Das Landschaftsschutzgebiet Schormecketal wurde als Landschaftsschutzgebiet vom Typ C, Wiesentäler und bedeutsames Extensivgrünland, ausgewiesen. In den Landschaftsschutzgebieten vom Typ C des Landschaftsplangebietes sind Erstaufforstungen und auch die Neuanlage von Weihnachtsbaumkulturen, Schmuckreisig- und Baumschulkulturen verboten. Ferner besteht ein Umwandlungsverbot von Grünland und Grünlandbrachen in Acker oder andere Nutzungsformen. Eine maximal zweijährige Ackernutzung innerhalb von zwölf Jahren ist erlaubt, falls damit die Erneuerung der Grasnarbe vorbereitet wird. Dies gilt als erweiterter Pflegeumbruch. Beim erweiterten Pflegeumbruch muss ein Mindestabstand von 5 m vom Mittelwasserbett eingehalten werden. Für den Anbau von nachwachsenden Rohstoffen ist eine Befreiung vom Verbot des Grünlandumbruchs im Rahmen einer Einzelfallprüfung möglich.